# Општина Најдаш
Општина Најдаш (рум. Comuna Naidăș) је општина у округу Караш-Северин у југозападној Румунији. Према попису из 2011. године у општини је било 1.139 становника. Седиште општине је насеље Најдаш. Значајна је по присутној српској националној мањини у Румунији.
Општина Најдаш се налази у доњем току реке Нере, у крају који месни Срби називају Пољадијом. Општина је на западу погранична са Србијом (општина Бела Црква).

## Насељена места
Општина се састоји из 2 насеља:
- Лесковица
- Најдаш  - седиште општине

## Становништво
Према попису становништва из 2011. године у општини је живело 1.139 становника. Већинско становништво су били Румуни којих је било 80,5%, затим следе Срби са 15,3% становништва.
| Етнички састав према попису из 2011. године‍ | Етнички састав према попису из 2011. године‍ | Етнички састав према попису из 2011. године‍ | Етнички састав према попису из 2011. године‍ | Етнички састав према попису из 2011. године‍ |
| ------------------------------------------- | ------------------------------------------- | ------------------------------------------- | ------------------------------------------- | ------------------------------------------- |
|                                             |                                             |                                             |                                             |                                             |
| Румуни                                      | Румуни                                      |                                             | 917                                         | 80,5%                                       |
| Срби                                        | Срби                                        |                                             | 174                                         | 15,3%                                       |

На попису становништва из 1930. године општина је имала 3.393 становника, а већину су чинили Румуни.
| Етнички састав према попису из 1930. године‍ | Етнички састав према попису из 1930. године‍ | Етнички састав према попису из 1930. године‍ | Етнички састав према попису из 1930. године‍ | Етнички састав према попису из 1930. године‍ |
| ------------------------------------------- | ------------------------------------------- | ------------------------------------------- | ------------------------------------------- | ------------------------------------------- |
|                                             |                                             |                                             |                                             |                                             |
| Румуни                                      | Румуни                                      |                                             | 2.492                                       | 73,4%                                       |
| Срби                                        | Срби                                        |                                             | 865                                         | 25,5%                                       |